# إملسهاوزن
املزهاوزن (بالألمانية: Emmelshausen) هي بلدة ألمانية تقع في ألمانيا في راينلند بالاتينات. يقدر عدد سكانها بـ 4,863 نسمة .